# Kloster Boschaud
Das Kloster Boschaud (Boscum Cavum) ist eine ehemalige Zisterzienserabtei in der heutigen Gemeinde Villars im Département Dordogne in der Region Nouvelle-Aquitaine in Frankreich.

## Etymologie
Die Ortsbezeichnung Boschaud leitet sich ab vom Lateinischen boscum cavum mit der Bedeutung „gelichteter Wald“ (boscum = „Busch“, „kleiner Wald“ und cavus = „leer“, „ausgehöhlt“). Das ehemalige Kloster findet sich auch heute noch in einer Lichtung in den  zwischen Villars und Quinsac gelegenen Wäldern.

## Geografie
Die heutige Abteiruine liegt in der noch relativ ursprünglichen Waldeinsamkeit rund 15 km nordwestlich von Brantôme en Périgord bzw. 2 km westlich von Villars beim Weiler Boschaud auf einem Höhenrücken rund 175 m ü. d. M. Es ist über eine Kommunalstraße zu erreichen, welche kurz hinter dem Ortskern von Villars von der D 98 (Villars-Quinsac) nach links abzweigt und dann einem nach Nordwesten ziehenden Trockental 1,5 Kilometer aufwärts folgt. Nach Durchqueren eines Waldstückes öffnet sich eine größere Lichtung mit dem Kloster und dem zugehörigen Weiler. Die Straße erreicht anschließend die Kammlinie auf rund 200 Meter Höhe und mündet dort erneut in die D 98, die dann nach Quinsac hinunterführt. Das Kloster wurde auf umgelagerten Flussschottern aus dem Pliozän bzw. Pleistozän erbaut, die Bausteine – überwiegend weiße Rudistenkalke aus dem Angoumien (Turonium) – mussten jedoch in weiter entfernt liegenden Steinbrüchen zuerst von Hand herausgesägt und sodann antransportiert werden.

## Geschichte

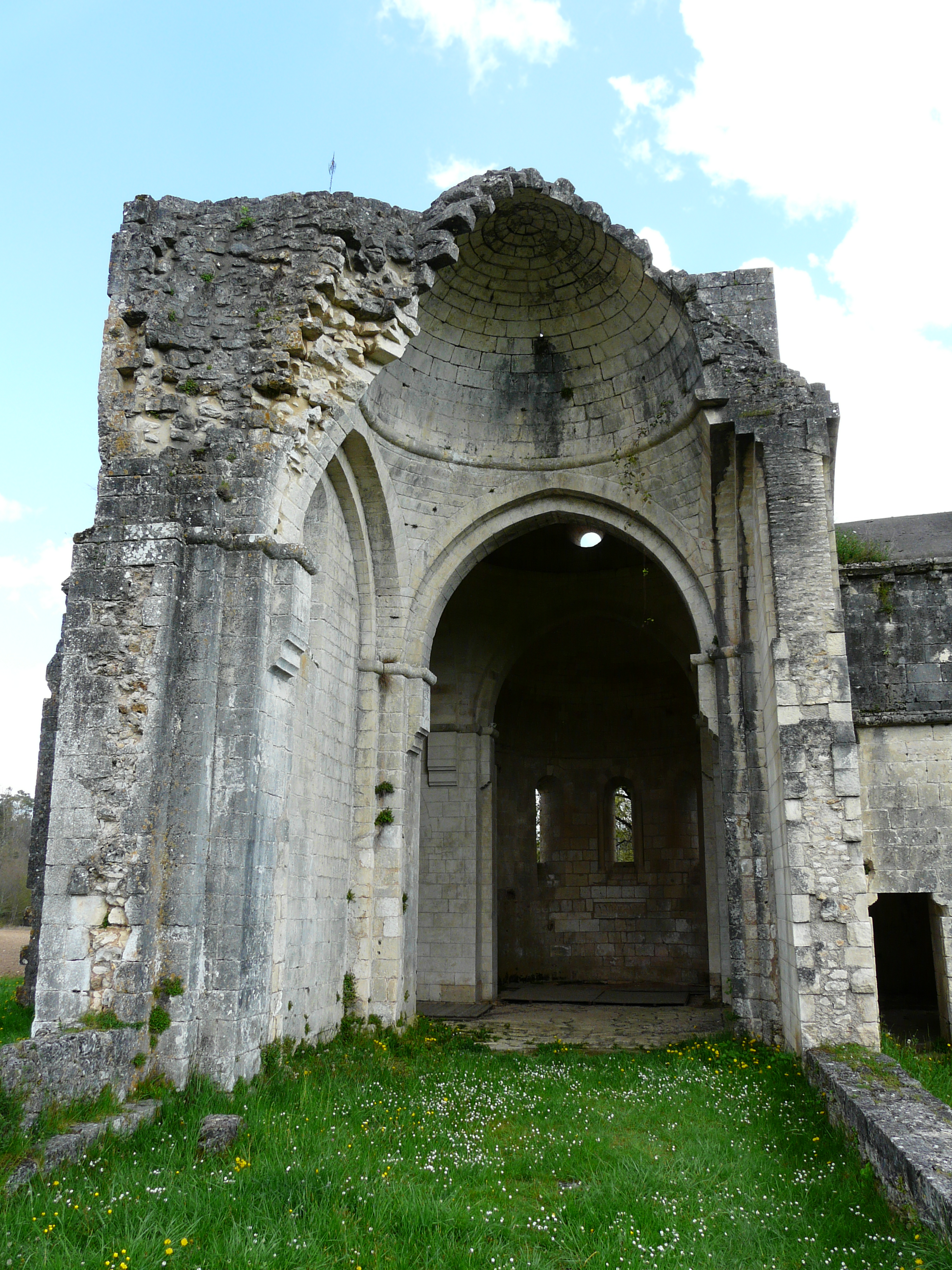
Ruine der Klosterkirche mit Kuppelwölbung

Das Kloster wurde im Jahr 1145 von Géraud de Salles an der Stelle einer älteren Eremitage gegründet und schloss sich 1163 dem Zisterzienserorden an – nach unbelegten Angaben als Tochterkloster von Kloster Châtillon in Lothringen. Jedenfalls gehörte es der Filiation der Primarabtei Clairvaux an. Seine wirtschaftliche Lage soll niemals glänzend gewesen sein. Es besaß aber die Grangien Riocaud und Saint-Jean-de-la-Lande sowie ein Priorat in La Chapelle-Saint-Robert sowie Mühlen. Im 14. Jahrhundert wurde es belagert und geplündert. Auch im Hundertjährigen Krieg hatte es zu leiden. Die Unterstellung unter die Kommende beschleunigte seinen Niedergang. In der Französischen Revolution wurde es 1791 verkauft und diente als Scheune, Wohnhaus und Steinbruch. Erst 1950 wurde es als Monument historique klassifiziert. Das Kloster wird vom Club du Vieux Manoir erhalten.

## Bauten und Anlage
Ein Teil der in den Jahren zwischen 1154 und 1159, also noch vor dem Anschluss an den Zisterzienserorden, errichteten Kirche in Form eines lateinischen Kreuzes hat sich erhalten. Die Vierung trägt eine Kuppel, die Gewölbe des Querhauses und der Kapellen wurden innen fast vollständig stilgerecht erneuert – außen jedoch überbetoniert. Auch das Langhaus war (wohl einzigartig in der mittelalterlichen Zisterzienserarchitektur) ursprünglich von auf Pendentifs ruhenden Kuppeln überwölbt. Der Mönchsbau ist fast vollständig erhalten, hat jedoch sein Dach verloren. Der Kapitelsaal trug eine hölzerne Flachdecke. Er öffnet sich zum Kreuzgang mit einem spitzbogigen Portal, das auf beiden Seiten von Zwillingsfenstern flankiert ist. Das Parlatorium besitzt je eine Tür zum Kreuzgang und zum Garten.

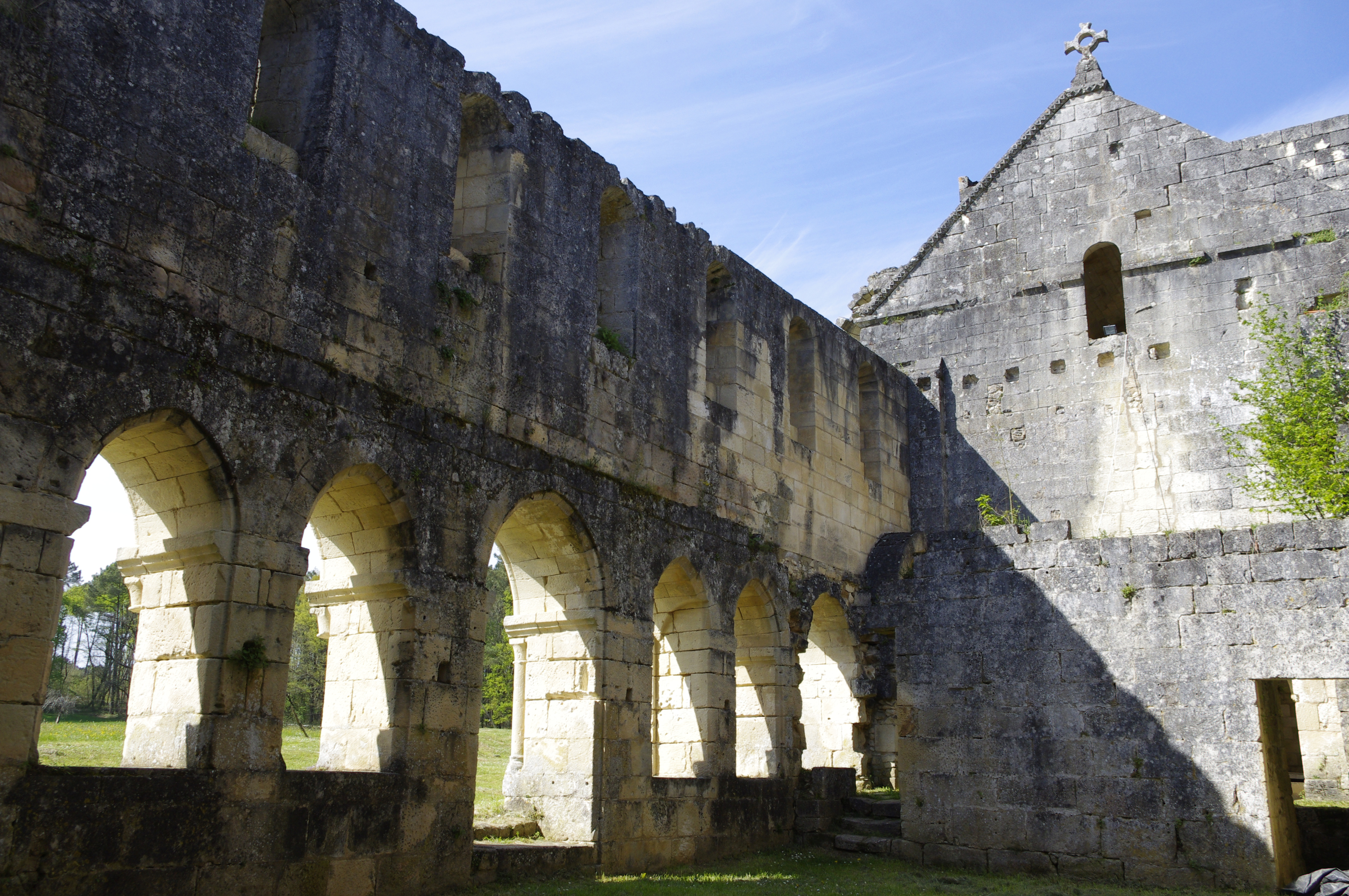
Kreuzgang

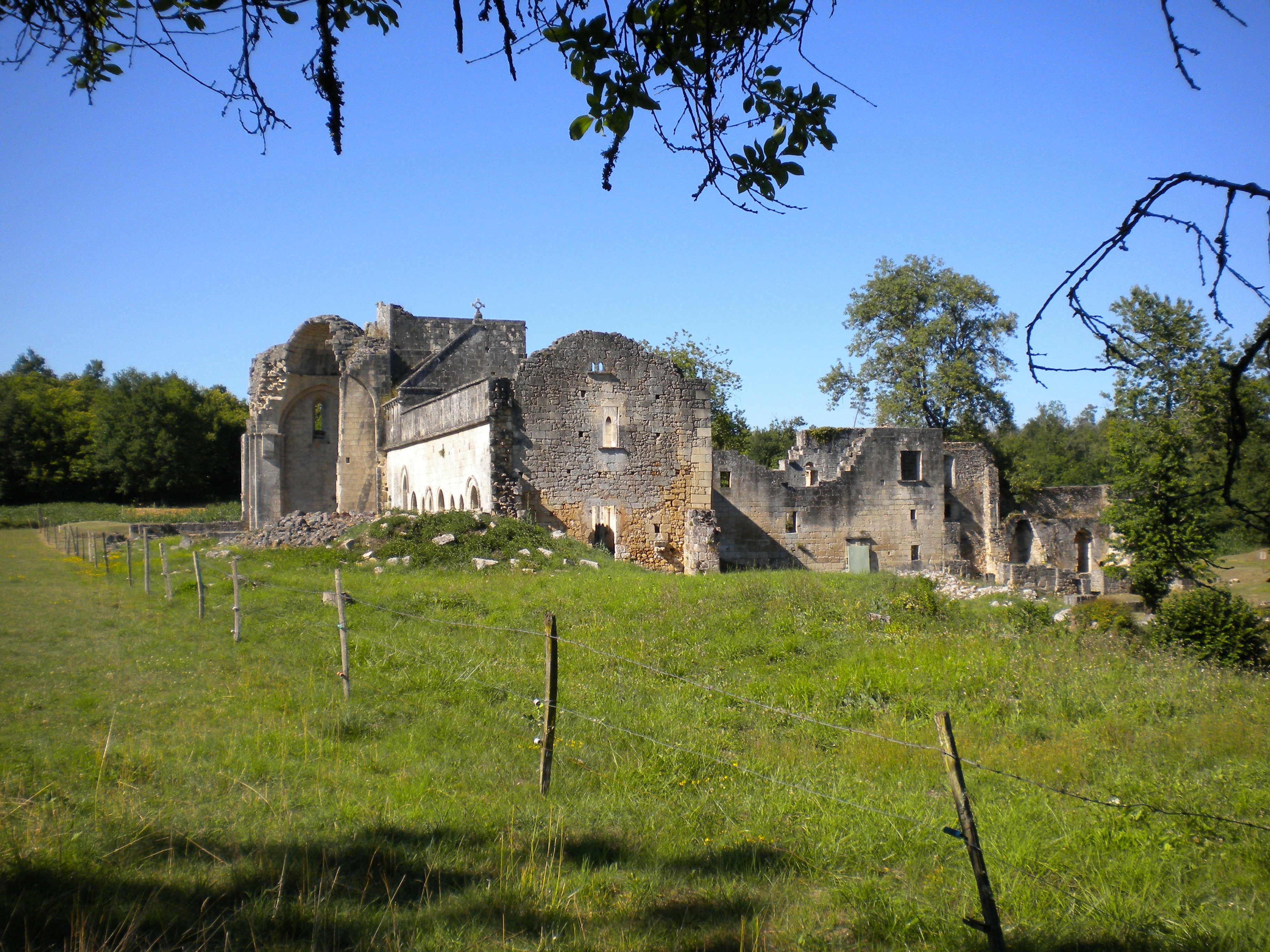
Gebäudekomplex von Südwesten

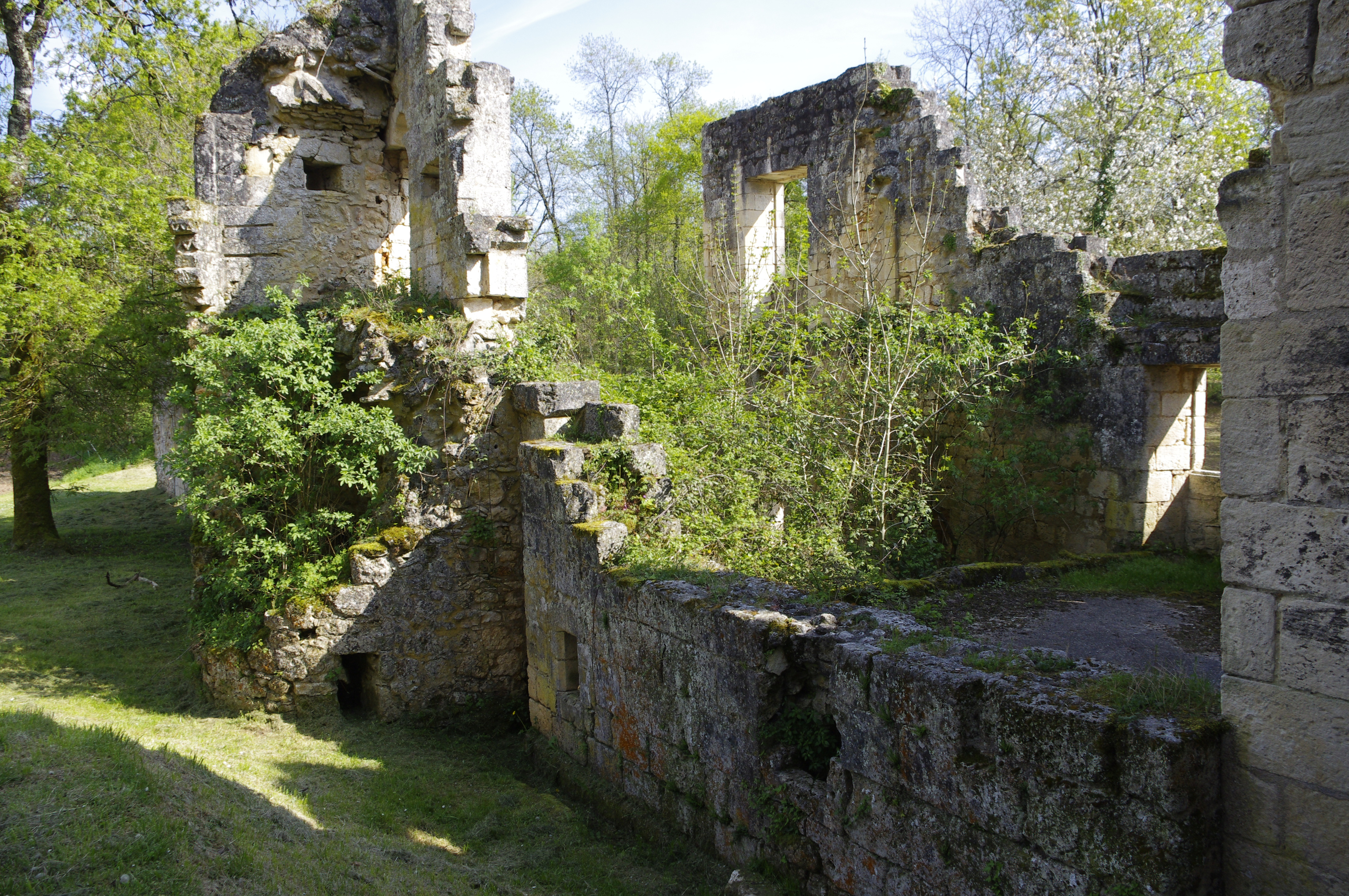
Von Gestrüpp überwucherter Teil der Ruine
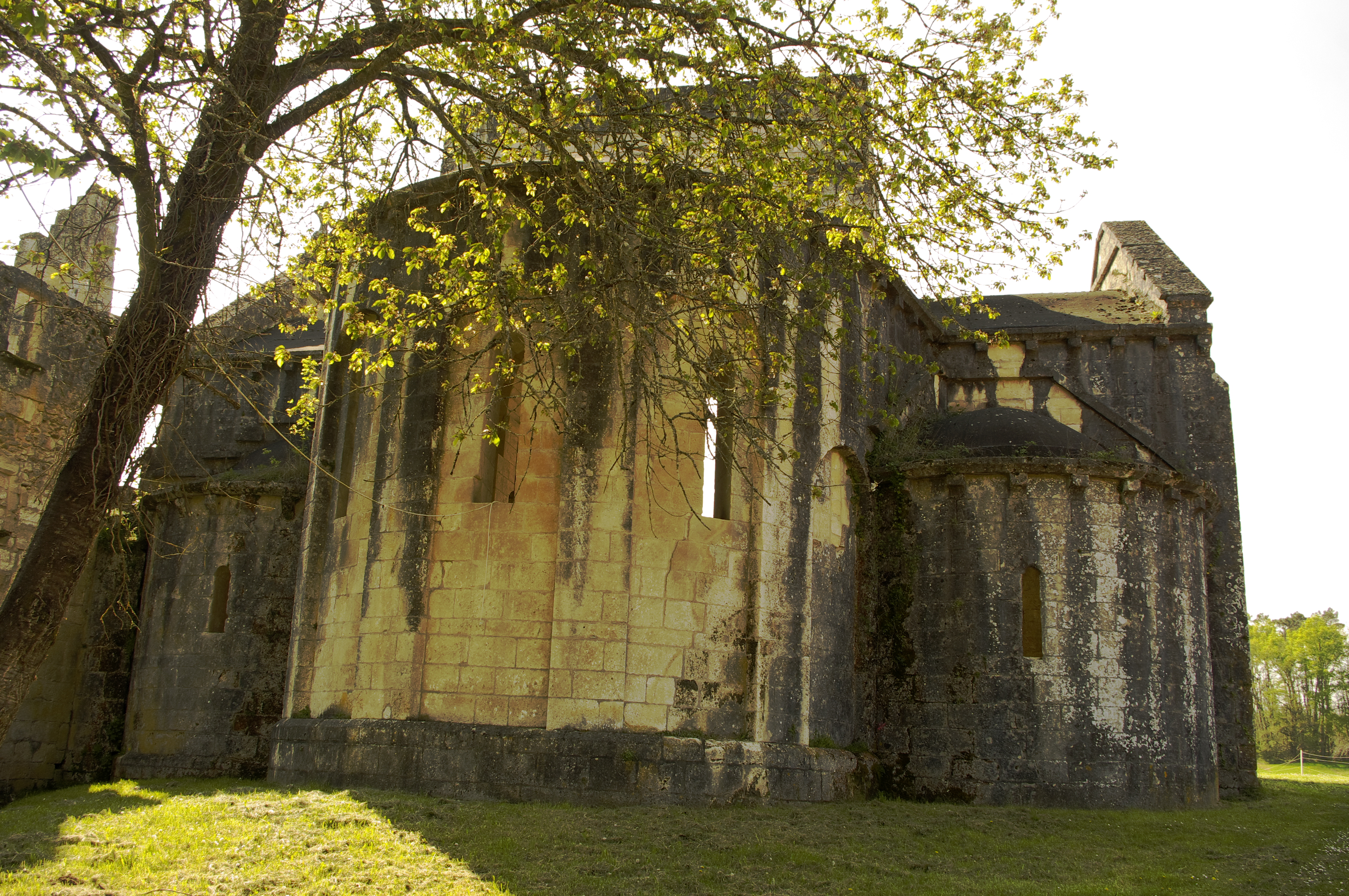
Chor der Kirche